# Asteriscium aemocarpon
Asteriscium aemocarpon är en flockblommig växtart som beskrevs av Dominique Clos. Asteriscium aemocarpon ingår i släktet Asteriscium och familjen flockblommiga växter. Inga underarter finns listade i Catalogue of Life.